# Räfttjärnen
Räfttjärnen är en sjö i Vindelns kommun i Västerbotten och ingår i Umeälvens huvudavrinningsområde. Sjön har en area på 0,0565 kvadratkilometer och ligger 227,4 meter över havet.

## Delavrinningsområde
Räfttjärnen ingår i det delavrinningsområde (715687-167870) som SMHI kallar för Utloppet av Joppträsket. Medelhöjden är 280 meter över havet och ytan är 19,48 kvadratkilometer. Det finns ett avrinningsområde uppströms, och räknas det in blir den ackumulerade arean 31,86 kvadratkilometer. Krokan som avvattnar avrinningsområdet har biflödesordning 4, vilket innebär att vattnet flödar genom totalt 4 vattendrag innan det når havet efter 159 kilometer. Avrinningsområdet består mestadels av skog (89 procent). Avrinningsområdet har 1,44 kvadratkilometer vattenytor vilket ger det en sjöprocent på 7,4 procent.